# Puertorriqueños en la Segunda Guerra Mundial

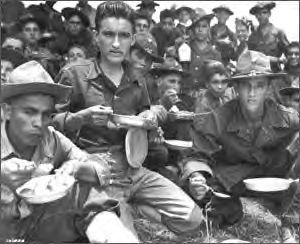
Soldados del batallón de infantería 65 entrenando en Salinas, Puerto Rico, agosto de 1941.

La participación de los puertorriqueños en la Segunda Guerra Mundial, como miembro de las fuerzas armadas de los Estados Unidos, incluía la guardia de instalaciones militares estadounidenses en el Caribe, y participación activa en escenarios de guerra de Europa y del Pacífico. Los puertorriqueños y descendientes de los mismos han tomado parte como miembros de las fuerzas armadas de los Estados Unidos en cada conflicto en el cual han combatido desde la Primera Guerra Mundial. 
Los puertorriqueños han obtenido la nacionalidad estadounidense como resultado del Acta Jones-Shafroth desde 1917, esperando su participación en la milicia a cambio. Cuando una flota Naval del Imperio Japonés lanzó un ataque sorpresa contra Pearl Harbor el 7 de diciembre de 1941 los puertorriqueños fueron llamados a tomar armas en defensa de los Estados Unidos.
Durante la Segunda Guerra Mundial, más de 53,00 puertorriqueños sirvieron en la milicia estadounidense. Soldados de la isla, sirvieron en el Regimiento de Infantería número 65 o en la Guardia Nacional Puertorriqueña. Aquellos que residían en Estados Unidos continental, fueron destinados a unidades regulares de la milicia. Usualmente eran objeto de racismo radical el cual estaba altamente difundido en los Estados Unidos en la época.
Las mujeres puertorriqueñas que servían tenían limitadas sus opciones a la enfermería y a puestos administrativos. En la Segunda Guerra Mundial algunos de los varones tomaron papeles activos como comandantes en el ejército. El ejército no mantenía la estadística referente al número de hispanos que servían en las unidades regulares, solamente lo hacía con los que servían en unidades puertorriqueñas; entonces es imposible determinar el número exacto de puertorriqueños que sirvieron en la Segunda Guerra Mundial.

## Preparación para la Segunda Guerra Mundial
Las semillas de una guerra mundial a gran escala se plantaron en Asia en 1937 cuando Japón invadió China y cuando en 1939 en Europa, la Alemania Nazi invadió Polonia. En octubre de 1940, los regimientos de infantería 295 y 296 de la Guardia Nacional Puertorriqueña, fundados por el Mayor General Luis R. Esteves, fueron llamados al Servicio Activo Federal y asignó al Departamento Puertorriqueño de acuerdo a lo establecido en el Plan de Guerra Naranja.
Durante ese periode de tiempo, la economía de Puerto Rico sufría las consecuencias de la Gran Depresión, y el desempleo era generalizado. El desempleo fue una de las razones más importantes por las que los puertorriqueños decidieron unirse a las fuerzas armadas.

## Libros relacionados
- 65th Infantry Division. Turner Publishing. 1997. ISBN 1-56311-118-7.

- del Valle, Pedro (1976). Semper fidelis: An autobiography. Christian Book Club of America. ASIN B0006COTKO.

- Esteves, General Luis Raúl (1955). ¡Los Soldados Son Así!. San Juan, Puerto Rico: Star Publishing Co. Archivado desde el original el 1 de julio de 2007. Consultado el 20 de marzo de 2007.

- Gordy, Bill (1945). Right to be proud: History of the 65th infantry division's march across Germany. J. Wimmer. ASIN B0007J8K74.

- Lederer, Commander William J., USN (1950). The Last Cruise: The Story of the Sinking of the Submarine, U.S.S. Cochino. Sloane. ASIN B0007E631Y.

- Datos: Q3943082